# Tulburare de anxietate generalizată
Tulburarea de anxietate generalizată (TAG) este o afecțiune mentală și comportamentală, caracterizată prin preocupare excesivă, irațională și persistentă în legătură cu evenimente viitoare, combinate cu dificultăți în controlarea acestei preocupări. Această tulburare afectează atât gândurile, cât și corpul, având un impact semnificativ asupra calității vieții individului afectat.
Viața unei persoane care suferă de TAG poate fi descrisă ca fiind prinsă într-un vârtej continuu de gânduri anxioase, care se învârtesc în mintea sa fără încetare. Imaginația sa devine un teren fertile pentru scenarii catastrofale și anticipări negative, ceea ce generează o stare persistentă de neliniște. Îngrijorările pot viza o gamă largă de subiecte, de la sănătate și relații până la bani și succes profesional.
Unul dintre aspectele definitorii ale TAG este dificultatea în controlarea acestor gânduri și neliniști. Persoanele afectate de această tulburare pot simți o tensiune constantă, senzații fizice precum dureri musculare, oboseală și iritabilitate. Insomniile sunt frecvente, deoarece mintea rămâne activă și vigilentă, chiar și în momentele în care corpul ar trebui să se odihnească.
Relațiile interpersonale pot suferi, de asemenea, din cauza acestei tulburări, deoarece persoanele cu TAG pot fi prea absorbite de gândurile lor anxioase pentru a se concentra pe interacțiunile sociale. În plus, teama constantă de evenimente viitoare poate duce la evitarea anumitor situații, limitând astfel experiențele și oportunitățile.
Tratamentul pentru tulburarea de anxietate generalizată implică adesea terapie cognitiv-comportamentală, care ajută individul să identifice și să schimbe modelele de gândire nesănătoase. Medicamentele, cum ar fi anxioliticele sau antidepresivele, pot fi, de asemenea, recomandate în unele cazuri. Sprijinul social și auto-îngrijirea, inclusiv tehnici de relaxare și gestionare a stresului, joacă, de asemenea, un rol crucial în gestionarea simptomelor.
Tulburarea de anxietate generalizată reprezintă o provocare serioasă pentru cei afectați, dar cu tratament adecvat și suport, mulți oameni reușesc să-și recâștige controlul asupra vieții lor și să trăiască în mod plin și satisfăcător. Este esențial să se recunoască și să se abordeze această tulburare într-un mod deschis și să se caute ajutorul profesional atunci când este necesar.